# Eduino Francini
Eduino Francini (né le 17 décembre 1925 dans la province de Massa-Carrara et mort le 27 mars 1944 à Villa Santinelli, dans la province de Pérouse en Ombrie) fut un résistant italien, décoré de la médaille d'argent de la valeur militaire.

## Biographie
Orphelin de mère dès la naissance, après le départ de son père pour l'Argentine en (1928), Eduino Francini vécut à Sansepolcro avec son frère Silvio et son grand-père. À la mort de ce dernier en (1933) il fut aidé par un parent, Otello Filiberti.
La licence obtenue en octobre 1942, il s'enrôla dans la Marine de guerre, mais après l'armistice de Cassibile il rentra à Sansepolcro. Peu de jours après, il obtint par le Comité provincial de concentration antifasciste d'Arezzo la charge d'organiser une formation de partisans dans la Valtiberina, dont, malgré son jeune âge, fut nommé commandant.

### Le massacre de Villa Santinelli
Après une série de brillantes opérations, la formation fut protagoniste de l'insurrection de Sansepolcro (19 mars 1944), dont Francini fut l'un des chefs. Tout de suite après les combats qui ouvrirent la phase qui aurait porté à la libération de la ville toscane, Eduino Francini partit à la tête d'un groupe de partisans avec l'objectif de renforcer une équipe qui opérait dans la zone de Spolète.
Cependant, le groupe fut assiégé par des forces supérieures nazi-fascistes à Villa Santinelli, entre Città di Castello et Umbertide. Cette maison devint le lieu d'un long combat, avec le groupe Francini qui réussit à résister pendant plus de 18 heures, jusqu'à l'épuisement des munitions. Forcés à la reddition, Francini et huit autres partisans refusèrent, malgré les tortures, de révéler des informations à l'ennemi, et furent peu après fusillés à la mitraillette.
Les corps, initialement jetés dans une fosse commune, furent transférés dans le cimetière de Sansepolcro en avril 1945.